# Хведі Чуваш
Хведі Чуваш (чув. Чăваш Хвети, справжнє прізвище невідоме; 1810, Стан'яли Чебоксар, зараз Малий Сундир, Чебоксарський район, Чувашія) — чуваський народний поет.
Народився близько 1810 року в селі Малий Сундир Чебоксарського району Чувашії. Його ім'я стало відомо, коли російський поет Дмитро Петрович Ознобишин в журналі «Заволжский муравей» надрукував 14 його пісень у власному літературному перекладі.
Чуваської писемності тоді ще не було і Ознобишин записав пісні, використовуючи російську графіку, зробив як підрядковий, так і поетичний переклад їх з чуваської мови. Д. П. Ознобишин у вірші «Це Феді твір …» порівнював твори Хведі з невідшліфованим алмазом.
Пісні і такмаки Хведі мати явно виражену індивідуальну основу. Творчість Хведі не зазнавала літературних впливів, він писав свої вірші на основі народних пісень, вносячи в них власні імпровізації і образи. Його пісні — в основному ліричні, інколи з елементами обрядової пісні. Вони насичені соціальними мотивами і яскравими поетичними образами, що відображають життя чуваського народу. Дослідники відзначають виразні язицницькі мотиви в поезії Хведі і разом з тим явно проявляється і християнське світосприйняття. Як відзначав В. Г. Родіонов:
|  | Художнє мислення і бачення поета є чисто фольклорним. Вірші написані на основі народної семискладової силабіки з вертикальним словоразділом після четвертого складу. Але в них уже чітко виступає усвідомлене авторство поета. Тому його вірші дещо відрізняються від текстів народних пісень |

«Вулиця поета Хведі» в Чебоксарах названа на честь Хведі Чуваша.